# Dominique Frémy
Pour les articles homonymes, voir Frémy.
Dominique Frémy, né le 5 mai 1931 à Paris et mort dans la même ville le 2 octobre 2008,,, est le créateur, avec son épouse Michèle Frémy, de l'ouvrage encyclopédique francophone Quid.

## Biographie

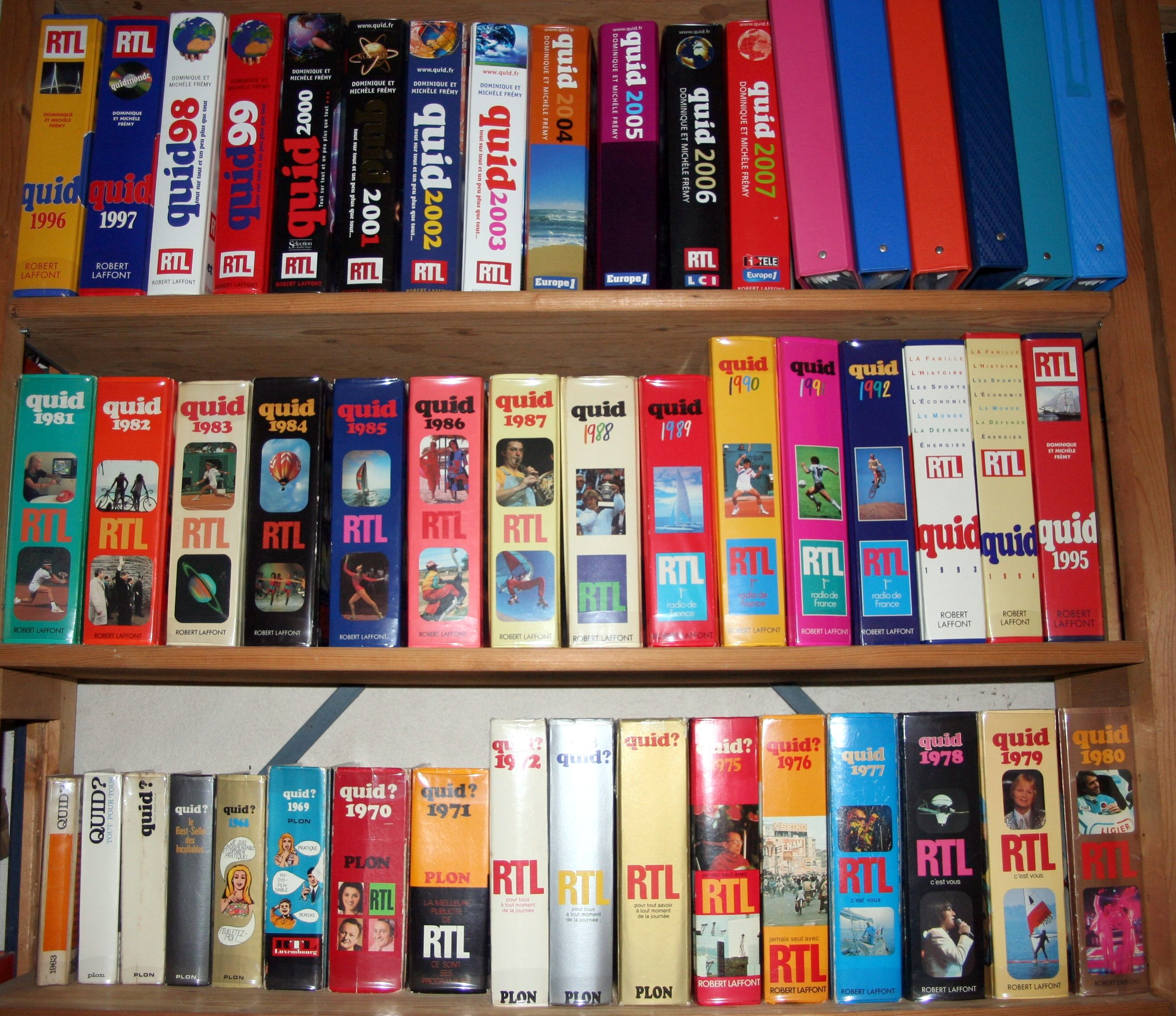
Collection de Quid.

Dominique Frémy est issu d'une famille du Loiret, qui reçut des papes le titre de comte[réf. nécessaire]. Il est un des fils d'Elphège Frémy, archiviste paléographe, administrateur de sociétés, et de Marthe de Foucault. 
Dominique Frémy raconte qu'à dix ans, il notait divers renseignements sur des petits carnets « pour [s]'instruire, pour ne pas oublier ce qui [lui] paraissait important, et surtout pour [lui] permettre de coller en quelque sorte [s]es aînés. »
Il fait ses études au cours Saint-Louis, puis au lycée Condorcet. Il suit ensuite des études supérieures, sans être diplômé, à Sciences Po et à la faculté des lettres de Paris. 
Il commence sa carrière à la compagnie Shell à la fin des années 1950. Il y est attaché de direction à Paris à partir de 1958, puis à Londres de 1960 à 1963.
Il quitte son poste pour bâtir une nouvelle encyclopédie, avec sa femme Michèle Frémy, puis plus tard avec son fils Fabrice. Celle-ci paraît en 1963, sous le nom de Quid. Une édition enrichie et actualisée est ensuite publiée chaque année, d'abord chez Plon, puis chez Robert Laffont de 1975 à 2007, année d'arrêt de l'édition papier. 
Directeur des encyclopédies Quid et gérant de la Société des encyclopédies Quid, il publie d'autres ouvrages comme Le Quid des présidents de la République, mais l'encyclopédie Quid est « l'œuvre de sa vie », à grand succès, avec 44 éditions et 14 millions de volumes distribués.
Mort en 2008, il est inhumé au cimetière de Passy (2e division).

### Distinctions
Le 31 décembre 1993, il est nommé au grade de chevalier dans l'ordre national de la Légion d'honneur au titre de « auteur d'encyclopédies; 39 ans d'activités professionnelles et de services militaires ».
En juillet 2004, il est nommé au grade de commandeur dans l'ordre des Arts et des Lettres au titre de « Créateur et éditeur du Quid ».

### Prix
- Prix d'Aumale, décerné par l'Académie française[5]